# Ixerbaceae
Classification APG II (2003)
Famille
Classification APG III (2009)
La famille des Ixerbacées était une petite famille de plantes dicotylédones qui ne comprenait qu'une espèce Ixerba brexioides, un arbre endémique de Nouvelle-Zélande.

## Étymologie
Le nom vient du genre type Ixerba, anagramme de Brexia (Celastraceae), auquel on pensait le genre lié. Cependant le nom de famille Strasburgeriaceae pourtant plus récent qu'Ixerbaceae a remplacé ce dernier.

## Classification
La classification phylogénétique APG II (2003) situe cette famille à la base des Rosidées (Rosids), et l'Angiosperm Phylogeny Website les situe dans l'ordre des Crossosomatales.
En classification phylogénétique APG III (2009) cette famille est invalide et ses genres sont incorporés dans la famille Strasburgeriaceae.